# 老圣巴德利爵主教座堂
老圣巴德利爵主教座堂（The Basilica of Saint Patrick's Old Cathedral）位于纽约市曼哈顿茂比利街260-264号，正门目前设于勿街。它兴建于1809年到1815年，哥特复兴风格。此处曾为天主教纽约总教区的主教座堂，直到现在的圣巴德利爵主教座堂于1879年揭幕。语言使用英语和西班牙语。
1966年该堂被列为纽约市地标，1977年被列入國家史蹟名錄。2010年3月17日被教宗封为次级宗座圣殿。